# Карабашка (приток Тавды)
Карабашка — река в России, протекает в Тавдинском городском округе Свердловской области. Устье реки находится в 222 км по левому берегу реки Тавда в 13 км к востоку от города Тавда. Длина реки составляет 146 км. Высота устья — 46,5 м над уровнем моря. Высота истока — 83,1 м над уровнем моря. Площадь водосборного бассейна — 2790 км².
На реке стоит посёлок Карабашка.

## Притоки
- 11 км: Ольховка
- 34 км: Белая
- 43 км: Хмелевка
- 74 км: Масса

## Данные водного реестра
По данным государственного водного реестра России относится к Иртышскому бассейновому округу, водохозяйственный участок реки — Тавда от истока и до устья, без реки Сосьва от истока до водомерного поста у деревни Морозково, речной подбассейн реки — Тобол. Речной бассейн реки — Иртыш.
Код объекта в государственном водном реестре — 14010502512111200013165.